# Mourad Idoudi
Mourad Idoudi (arabe : مراد العيدودي), né le 3 septembre 1984 à Gabès, est un athlète handisport tunisien.
Atteint d'infirmité motrice cérébrale, il commence la pratique de l'athlétisme en 1996.
Lors des Jeux paralympiques d'été de 2008 à Pékin, il obtient deux médailles d'or, respectivement au lancer de massue et au lancer du disque F32/51 ; il remporte également une médaille d'argent au lancer du poids F32. Quatre ans plus tard, lors des Jeux paralympiques d'été de 2012 à Londres, il ne remporte aucune médaille, terminant dixième au lancer du poids F32/33 et douzième au lancer du javelot F33/34.
Aux championnats du monde d'athlétisme handisport 2006 à Assen, il décroche une médaille d'argent au lancer du disque F32 et termine sixième au lancer de massue F32/51. Aux championnats 2011 à Christchurch, il termine huitième au lancer du poids F32-33 et 17e au lancer du disque F32-34.